# Thyreodon grandis
Thyreodon grandis är en stekelart som beskrevs av Cresson 1865. Thyreodon grandis ingår i släktet Thyreodon och familjen brokparasitsteklar. Inga underarter finns listade i Catalogue of Life.